# Baddesley Ensor
Baddesley Ensor – wieś i civil parish w Anglii, w hrabstwie Warwickshire, w dystrykcie North Warwickshire. Leży 33 km na północ od miasta Warwick i 156 km na północny zachód od Londynu. W 2011 roku civil parish liczyła 1980 mieszkańców. Baddesley Ensor jest wspomniana w Domesday Book (1086) jako Bedeslei.